# Cibotium arachnoideum
Cibotium arachnoideum är en ormbunkeart som först beskrevs av Carl Frederik Albert Christensen, och fick sitt nu gällande namn av Holtt. Cibotium arachnoideum ingår i släktet Cibotium och familjen Cibotiaceae. Inga underarter finns listade.